# Screamer 2
Screamer 2, seguito di Screamer, è un simulatore di guida, sviluppato da Milestone e pubblicato da Virgin Interactive per PC nel 1996.
Pubblicato per MS-DOS e distribuito su CD-ROM, con l'avvento delle schede video acceleratrici, 3dfx su tutte, Milestone pubblicò un aggiornamento che ne aggiungeva il supporto, migliorando così le prestazioni e la qualità della grafica.